# Cà ri Nhật Bản
Cà ri Nhật Bản (カレー karē) được phục vụ trong ba món chính: cơm cà ri (カレーライス karē raisu, curry over rice), mì udon cà ri (cà ri trên mì), và bánh mì cà ri (bánh pastry nhân cà ri). Nó là một trong những món nổi tiếng nhất ở Nhật. "Cơm cà ri" rất phổ biến thường được nói đơn giản là "cà ri" (カレー karē).
Cùng với nước sốt, nhiều loại rau và thịt được sử dụng để làm cà ri Nhật Bản. Các loại rau cơ bản là hành tây, cà rốt và khoai tây. Thịt bò, thịt lợn và thịt gà là những lựa chọn thịt phổ biến nhất. Katsu-karē là một món thịt tẩm bột chiên giòn (tonkatsu; thường là thịt lợn hoặc thịt gà) với nước sốt cà ri Nhật Bản.

## Tổng quát
Cà ri bắt nguồn trong ẩm thực Ấn Độ và đã được đưa đến Nhật Bản từ Ấn Độ bởi người Anh. Hải quân Đế quốc Nhật Bản đã thông qua cà ri để ngăn chặn beriberi, và bây giờ thực đơn thứ sáu của Lực lượng phòng vệ hàng hải Nhật Bản là cà ri. Món ăn trở nên phổ biến và có sẵn để mua tại các siêu thị và nhà hàng vào cuối những năm 1960. Nó đã được điều chỉnh kể từ khi được giới thiệu đến Nhật Bản, và được tiêu thụ rộng rãi đến mức nó có thể được gọi là một món ăn quốc gia.

## Lịch sử
Cà ri được giới thiệu đến Nhật Bản trong thời đại Minh Trị (1868-1912), vào thời điểm tiểu lục địa Ấn Độ nằm dưới sự thống trị của thực dân bởi Đế quốc Anh. Đến những năm 1870, cà ri bắt đầu được phục vụ ở Nhật Bản và trở thành món ăn chính trong chế độ ăn uống của người Nhật. Mãi đến đầu thế kỷ XX, khi cà ri được Hải quân và Quân đội Nhật Bản thông qua, món ăn này bắt đầu trở nên phổ biến với người Nhật. Sau khi được tiếp đón thuận lợi trong Quân đội và Hải quân Nhật Bản, nó trở nên phổ biến trong các nhà ăn ở trường. Vào năm 2000, cà ri là một bữa ăn thường xuyên hơn sushi hoặc tempura.
Cà ri tương tự như phục vụ ở tiểu lục địa Ấn Độ được gọi là cà ri Nakamuraya. Nó được Rash Behari Bose giới thiệu đến Nhật Bản khi anh bắt đầu bán cà ri tại tiêm bánh Nakamura ở Tokyo.

## Hỗn hợp nước sốt
Sốt cà ri (カレーソース karē sōsu) được phục vụ trên cơm dể làm cơm cà ri. Sốt cà ri được làm bằng cách chiên cùng nhau bột cà ri, bột, và dầu, cùng với các nguyên liệu khác, để làm roux; roux được thêm vào thịt và rau củ hầm, và sau đó hầm đến khi đặc lại. Nấu áp suất cũng có thể được sử dụng. Thêm khoai tây vào sốt cà ri được giới thiệu bởi William S. Clark của Trường Cao đẳng Nông nghiệp Sapporo, vì sự thiếu hụt gạo vào thời điểm đó.
Trong các gia đình Nhật Bản, nước sốt cà ri thường được làm từ cà ri roux ăn liền, có sẵn ở dạng khối và dạng bột, và có chứa bột cà ri, bột, dầu và các hương liệu khác nhau. Dễ chuẩn bị, và sự đa dạng và sẵn có của hỗn hợp cà ri ăn liền, đã khiến cơm cà ri trở nên rất phổ biến, vì nó rất dễ làm so với nhiều món ăn Nhật Bản khác. Cà ri làm sẵn có sẵn trong túi kín chân không có thể được hâm nóng trong nước sôi. Đối với những người vẫn làm cà ri roux của họ từ đầu, cũng có những loại bột cà ri được pha chế đặc biệt để tạo ra hương vị "cà ri Nhật Bản".
Cà ri ăn liền roux lần đầu tiên được bán ở dạng bột bởi House Food vào năm 1926, và ở dạng khối bởi S & B Food vào năm 1956. Năm 2007, lô hàng cà ri ăn liền nội địa Nhật Bản là 82,7   tỷ yên. Thị phần cho sử dụng hộ gia đình trong năm 2007 đã được House Food (59,0%), S & B chiếm được gần như hoàn toàn   Thực phẩm (25,8%) và Ezaki Glico (9,4%). Curry được bán cho trẻ em sử dụng các nhân vật từ các trò chơi video và phim hoạt hình.
Nước sốt cà ri kín chân không, được chuẩn bị bằng cách làm nóng túi retort trong nước nóng hoặc lò vi sóng, cũng phổ biến. Tính đến năm 2007, nước sốt cà ri là loại thực phẩm kín chân không lớn nhất tại Nhật Bản, chiếm hơn 30% doanh thu.

## Món ăn phụ và trang trí
Cơm cà ri thường được ăn kèm với fukujinzuke hoặc rakkyō ở bên.

## Các loại cà ri khác

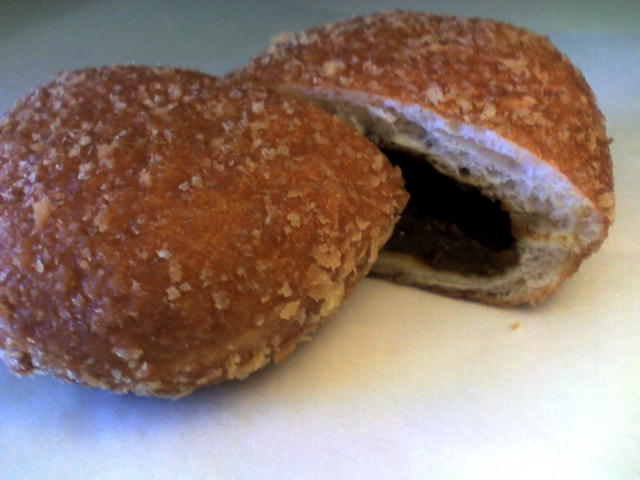
Karē-pan (bánh mì cà ri)

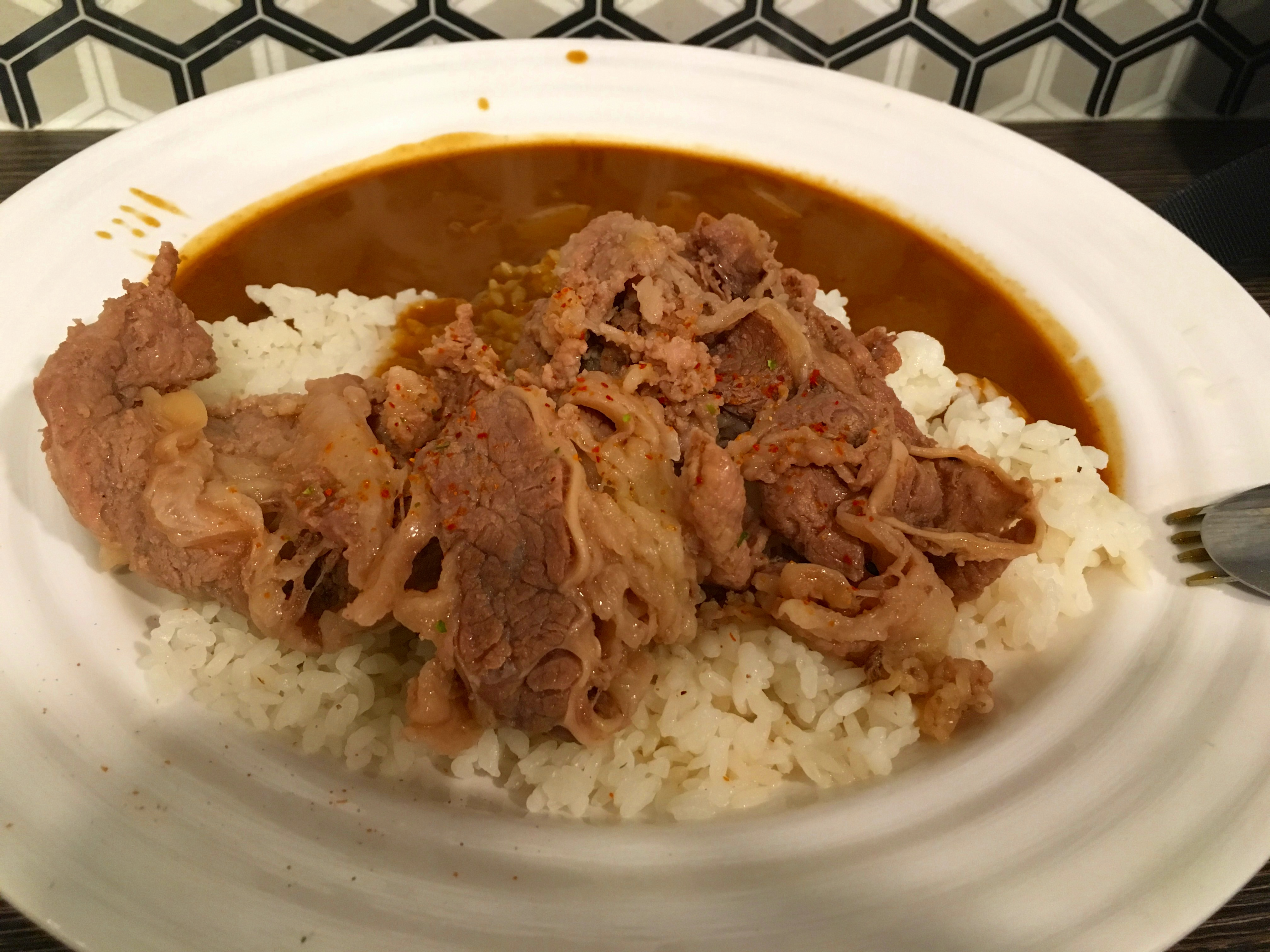
Cơm cà ri Nhật Bản với thịt bò thái sợi ở Singapore

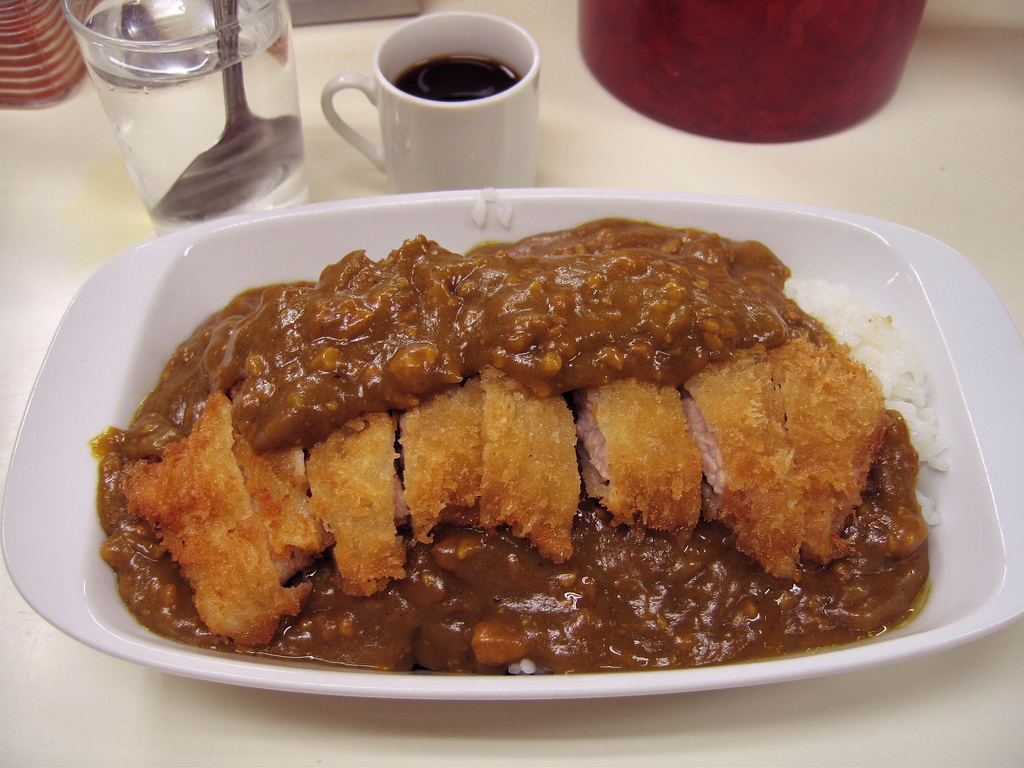
Katsu karē từ Jinbōchō, Tokyo

- katsu karē (カツカレー): Cơm cà ri với miếng thịt lợn cốt lết tẩm bột ở trên.
- dorai karē (ドライカレー): Cơm rang vị cà ri, hay cơm cà ri với sốt cà ri với sốt cà ri thịt băm khô hơn.
- maze karē (混ぜカレー): Cơm cà ri, phục vụ với cơm đã trộn với sốt. Trở nên nổi tiếng bởi nhà hàng cà ri Jiyūken (自由軒) ở Osaka.
- karē don (カレー丼): Sốt cà ri, được làm đặc và có vị mentsuyu hay hondashi và phục vụ trên cơm, để làm cà ri có vị Nhật Bản.
- aigake (合がけ): Cơm phục vụ với sốt cà ri và sốt hayashi (bò và hành rán, nấu với rượu vang đỏ và demi-glace).
- yaki karē (焼きカレー): Cơm cà ri, với trứng sống ở trêm và nướng lò. Nguyên gốc từ Kitakyushu.
- ishiyaki karē (石焼きカレー): Sốt cà ri với cơm phục vụ trong bát đá đã làm nóng, giống cách của dolsot bibimbap.
- sūpu karē (スープカレー): Súp cà ri, a watery, broth-like curry sauce served with chunky ingredients such as a chicken leg and coarsely-cut vegetables. Popular in Hokkaido.

## Cà ri địa phương
Vào cuối những năm 1990, một số món cà ri đặc sản của khu vực đã xuất hiện, phổ biến như nước sốt cà ri hút chân không. Bao gồm:
- Cà ri hươu sao Hokkaido (えぞ鹿カレー ezoshika karē?) từ Hokkaido.
- Cà ri sò điệp (ほたてカレー hotate karē?) từ tỉnh Aomori.
- Cà ri cá thu (サバカレー saba karē?) từ tỉnh Chiba.
- Cà ri táo (リンゴカレー ringo karē?) từ tỉnh Nagano và tỉnh Aomori.
- Cà ri Nattō (納豆カレー nattō karē?) từ Mito, Ibaraki.
- Nagoya Kōchin Chicken curry (名古屋コーチンチキンカレー Nagoya kōchin chikin karē?) from Aichi Prefecture.
- Cà ri thịt bò Matsusaka (松阪牛カレー Matsusaka gyū karē?) từ tỉnh Mie.
- Cà ri cá voi (クジラカレー kujira karē?) từ tỉnh Wakayama.
- Cà ri hàu (牡蠣カレー kaki karē?) từ tỉnh Hiroshima.
- Cà ri lê Nashi (梨カレー nashi karē?) từ tỉnh Shimane.
- Cà ri thịt lợn đen (黒豚カレー kurobuta karē?) từ tỉnh Kagoshima.
- Cà ri khổ qua (ゴーヤーカレー gōyā karē?) từ Okinawa.

Cà ri địa phương cũng được bán trên thị trường để giúp thúc đẩy du lịch. Một số loại này bao gồm Yokosuka navy curry (よこすか海軍カレー Yokosuka kaigun karē) bán tại Yokosuka để thúc đẩy di sản của nó như là một căn cứ hải quân, và Zeppelin Curry (ツェッペリンカレー Tsepperin Karē) ー ở Tsuchiura để thúc đẩy hạ cánh Zeppelin vào năm 1929.

## Ngoài Nhật Bản

### Hàn Quốc
Cà ri được giới thiệu đến Hàn Quốc trong thời kỳ Nhật Bản cai trị, và rất phổ biến ở đó. Nó thường được tìm thấy tại các nhà hàng bunsik (cơ sở theo phong cách quán ăn), nhà hàng theo định hướng donkkaseu và tại hầu hết các nhà hàng Nhật Bản. Cà ri trộn sẵn và hỗn hợp bột cũng có sẵn tại các siêu thị. 

### Bắc Triều Tiên
Cà ri kiểu Nhật được người Hàn Quốc và Nhật Bản giới thiệu đến Bắc Triều Tiên, những người bị bắt cóc từ Nhật Bản đến Bắc Triều Tiên trong dự án hồi hương những năm 1960-1970. Cùng với các món ăn Nhật Bản khác, nó đã được trao đổi bởi những người mới đến cho các sản phẩm địa phương và được sử dụng để mua chuộc cán bộ Đảng của Công nhân.

### Ở nơi khác
Hỗn hợp có thể được tìm thấy bên ngoài Nhật Bản và Hàn Quốc trong các siêu thị có một phần của Nhật Bản hoặc trong các cửa hàng thực phẩm Nhật Bản hoặc châu Á. Hỗn hợp cũng có sẵn từ các nhà bán lẻ trực tuyến.
Công ty cà ri lớn nhất Nhật Bản tại Nhật Bản là House Food Corporation. Công ty đã vận hành hơn 10 nhà hàng Curry House ở Mỹ, cho đến giữa năm 2019 khi bán hết tiền lãi cho một công ty CH Acquisitions LLC của Hoa Kỳ, đã đột ngột đóng cửa các nhà hàng vào tháng 2 năm 2020. House Food liên kết với công ty CoCo Ichibanya (Ichibanya Co., Ltd.) hoặc Kokoichi có hơn 1.200   nhà hàng ở Nhật Bản. CoCo Ichibanya có các chi nhánh tại Trung Quốc, Hồng Kông, Đài Loan, Hàn Quốc, Singapore, Indonesia, Philippines, Thái Lan, Hawaii và California.

## Phục vụ
Cơm cà ri Nhật Bản được phục vụ trong bất cứ thứ gì, từ một đĩa phẳng đến một bát súp. Cà ri được đổ qua gạo theo bất kỳ cách thức và số lượng. Gạo hạt ngắn của Nhật Bản, có độ dính và tròn, được ưa thích hơn là loại hạt vừa được sử dụng trong các món ăn Ấn Độ. Nó thường được ăn bằng thìa, trái ngược với đũa, vì tính chất lỏng của cà ri, và thường được phục vụ trang trí với rau ngâm trong giấm như fukujinzuke hoặc rakkyo.

## Nền Văn Hóa phổ biến
- Ở Isekai Shokudo, cà ri là một trong những đặc sản đặc trưng của Nekoya, nhà hàng danh tiếng và là món ăn yêu thích của Alphonse Flugel
- Trong Megaman NT Warrior, cà ri là món ăn yêu thích của Lan Hikari. Có lần ông đã dành ba ngày để ăn tám mươi tám loại cà ri khác nhau khi lưu diễn. Yahoot, một trong những thành viên của WWW là chủ một nhà hàng cà ri nổi tiếng do gia đình anh điều hành qua nhiều thế hệ. Anh đã chọn từ bỏ tội phạm để bắt đầu một cửa hàng cà ri nhỏ nhưng thành công, Dex và Dingo sau đó sẽ trở thành người học việc của Yahoot làm việc trong cửa hàng của anh để học nấu cà ri.
- Trong anime Naruto, một đầu bếp cà ri lập dị tên Sansho đã tạo ra một món cà ri cay kỳ cục vốn là món khoái khẩu của Rock Lee.
- Trong sê-ri One Piece, Curry thường được phục vụ trong Marines's Kitchen, nhân vật chính Luffy từng xâm nhập vào một căn cứ Hải quân và ăn một lượng cà ri khổng lồ mà anh ta thích. Đây cũng là món ăn yêu thích của Brook.
- Trong Persona 5, Sojiro Sakura đã phát minh ra một công thức cà ri tự chế mà anh phục vụ cho khách hàng trong Cafe Leblanc của mình. Cà ri tự làm của Sojiro là món ăn yêu thích của Futaba Sakura, sau đó Sojiro sẽ dạy nhân vật chính cách nấu món cà ri đặc biệt của Leblanc.

## Liên kết ngoại
- All Japan Curry Manufacturers Association (ngày 1 tháng 3 năm 2019). "the world of JAPANESE CURRY". foodies go local. All Japan Curry Manufacturers Association. Bản gốc lưu trữ ngày 24 tháng 5 năm 2019.
- Ewbank, Anne (ngày 25 tháng 10 năm 2018). "How Curry Became a Japanese Naval Tradition". Gastro Obscura. Atlas Obscura.